# Selkäsaari (ö i Norra Österbotten, Nivala-Haapajärvi, lat 63,55, long 25,94)
Selkäsaari är en ö i Finland. Den ligger i sjön Pyhäjärvi och i kommunen Pyhäjärvi i den ekonomiska regionen  Nivala-Haapajärvi ekonomiska region  och landskapet Norra Österbotten, i den centrala delen av landet, 400 km norr om huvudstaden Helsingfors. Öns area är 22 hektar och dess största längd är 0,9 kilometer i sydöst-nordvästlig riktning.